# Hoffnungsthal (Much)

Die 1859 von A.& R. Geldmacher gegründete Papierfabrik mit dem Werk in Hoffnungsthal 1912

Hoffnungsthal ist ein Ortsteil der Gemeinde Much im Rhein-Sieg-Kreis in Nordrhein-Westfalen. Der Ort entstand am 2. Dezember 1861 mit dem Umzug der Papierfabrik Heinrich Geldmacher von Drabenderhöhe in das Homburger Bröltal.

## Lage
Hoffnungsthal liegt an der östlichen Gemeindegrenze von Much zur Gemeinde Ruppichteroth. Nachbarorte sind Neßhoven im Norden, Millerscheid im Süden und Werschberg im Südwesten. Der Ort liegt direkt an der Landesstraße 350.

## Einwohner
1901 hatte Hoffnungsthal 14 Einwohner. Neben den Papierfabrikanten Albrecht und Rudolf Geldmacher war hier nur Gastwirt und Stellmacher Peter Josef Ludwig wohnhaft.

## Papierfabrik
Anfang des 20. Jahrhunderts wurde die Leitung der Fabrik an Gustav Geldmacher übergeben. 1910 gab es hier neben den beiden Feuerwehren in Much und Marienfeld eine Fabrikfeuerwehr, Leiter war Gustav Söcker aus Schönthal. 1922 legt man von der Station der Bröltalbahn in Felderhoferbrücke einen Privatgleisanschluss über vier Kilometern zur Fabrik. 1940 war die Firma Geldmacher mit 50 Mitarbeitern der größte Arbeitgeber in der Gemeinde. 1979 musste die Firma Konkurs anmelden.